# 195e division d'infanterie (Empire allemand)
La 195e division d'infanterie est une unité de l'armée allemande créée en 1916 qui participe à la Première Guerre mondiale. Cette unité est stationnée sur le front de l'est de juillet 1916 à avril 1917 en Galicie orientale. À partir du mois d'avril 1917, elle est transférée sur le front de l'ouest dans les Flandres et en Artois, elle est engagée durant l'automne à la bataille de Passchendaele. Après une réorganisation, la division est envoyée sur le front italien du mois d'octobre à décembre 1917.
En 1918, de retour sur le front de l'ouest, la division prend part à l'Opération Michael. Elle est ensuite envoyée en renfort après la bataille de la Marne, puis engagée durant l'automne dans le saillant de Saint-Mihiel et en Champagne. Après la signature de l'armistice, la division est transférée en Allemagne et dissoute durant l'année 1919.

## Création
- septembre 1915 : création de la 101e brigade d'infanterie de réserve
- juin 1916 : transformée en 195e division d'infanterie

## Première Guerre mondiale

### Composition

#### 1916
- 101e brigade d'infanterie de réserve

6e régiment de jägers (5e, 6e bataillon de jägers et 2e bataillon de jägers de réserve)
8e régiment de jägers (4e, 16e et 24e bataillon de jägers de réserve)
233e régiment d'infanterie de réserve (en provenance de la 51e division de réserve)
- 260e régiment d'artillerie de campagne

#### 1917
- 101e brigade d'infanterie de réserve

6e régiment de jägers
8e régiment de jägers
233e régiment d'infanterie de réserve
- 3e escadron du 14e régiment d'uhlans (de)
- artillerie divisionnaire

260e régiment d'artillerie de campagne
- 195e bataillon de pionniers

#### 1918
- 101e brigade d'infanterie de réserve

6e régiment de jägers
8e régiment de jägers
14e régiment de jägers
- 2e escadron du 14e régiment d'uhlans
- artillerie divisionnaire

260e régiment d'artillerie de campagne
- 195e bataillon de pionniers

### Historique
La division est formée par le 233e régiment d'infanterie de réserve issu de la 51e division de réserve ; par le 6e régiment de jägers (5e, 6e bataillon de jägers et 2e bataillon de jägers de réserve) et par le 8e régiment de jägers (4e, 16e et 24e bataillon de jägers de réserve)

#### 1916
- juillet : formation dans la région de Ruddervorde, puis transport par V.F. sur le front de l'est en Galicie.
- 7 - 13 août : combat le long de la Siret.
- 14 août - 5 octobre : combats au nord de Zboriv.
- 6 octobre 1916 - 21 avril 1917 : rattachée à la 2e armée austro-hongroise en Galicie orientale, occupation et organisation d'un secteur du front[1].

14 février : combats autour de Weretepy.

#### 1917
- 21 - 25 avril : regroupement et transport par V.F. sur le front de l'ouest, par Leniky, Cracovie, Oppeln, Breslau, Leipzig, Halle, Paderborn, Essen, Düsseldorf, Aix-la-Chapelle, Verviers, Liège, Louvain, Bruxelles puis arrivée dans la région de Cambrai[1].
- 25 avril - 25 juillet : occupation d'un secteur de front dans les Flandres le long de l'Yser, puis dans le secteur de Wijtschate en juin et juillet.
- 25 juillet - 3 octobre : mouvement de rocade, occupation d'un secteur dans la région de Saint-Quentin, entrecoupée de périodes de repos dans le secteur de Walincourt.
- 3 - 12 octobre : engagée dans la bataille de Passchendaele autour du village. La division subit de lourdes pertes dont 600 hommes faits prisonniers[1].
- 12 - 21 octobre : retrait du front, réorganisation autour de Meulebeke, puis vers Gand.
- 21 - 23 octobre : transport par V.F. par Bruxelles, Namur, Dinant, Givet, Charleville, Sedan, Montmédy pour atteindre Conflans en Haye[1].
- 23 - 28 octobre : mouvement vers le front, occupation d'un secteur du front au sud-ouest de Thiaucourt-Regniéville.
- 28 octobre - 3 décembre : retrait du front, concentration à Metz. Transport par V.F. vers le front italien dans la région de Trente. Pas de combats couteux en vies humaines.
- 3 - 6 décembre : retrait du front, transport par V.F. sur le front de l'ouest par Trente, Innsbruck, Munich, Karlsruhe, Fribourg-en-Brisgau, Mulhouse[1].
- 6 décembre 1917 - 5 février 1918 : mouvement vers le front, occupation d'un secteur dans le Sundgau.

#### 1918
- 6 février - 2 mars : transport par V.F. dans la région de Valenciennes, puis occupation d'un secteur vers Bullecourt. Relevée par la 16e division d'infanterie royale bavaroise.
- 2 - 21 mars : repos et instruction[2].
- 21 mars - 1er avril : mouvement vers le front dans le secteur de Noreuil. Engagée dans l'Opération Michael, violents combats les 28 et 30 mars vers Bucquoy. Relevée par la 17e division d'infanterie[2].
- 2 - 9 avril : repos en arrière du front.
- 10 - 24 avril : mouvement vers le front, relève de la 16e division d'infanterie bavaroise dans le secteur d'Ayette. Violents combats avec de lourdes pertes[2].
- 25 avril - 15 juillet : relevée par la 5e division de réserve royale bavaroise (en), retrait du front et repos dans la région de Cambrai, réorganisation par le remplacement du 233e régiment d'infanterie de réserve par le 14e régiment de jägers[2].
- 15 juillet - 9 août : transport par V.F. et engagée pour renforcer le front durant la seconde bataille de la Marne dans le secteur de Châtillon-sur-Marne, repli défensif successif de la Marne jusque sur la Vesle.
- 9 août - 14 septembre : retrait du front, repos et instruction dans la région de Metz.
- 14 - 26 septembre : renforcement de la ligne de front lors de la bataille de Saint-Mihiel dans le secteur de Haumont-lès-Lachaussée.
- 27 septembre - 29 octobre : retrait du front, à partir du 6 octobre mouvement de rocade pour occuper un secteur du front en Champagne vers Saint-Étienne-à-Arnes[2].
- 30 octobre - 11 novembre : mouvement de rocade, occupation d'un secteur du front vers Verrières et Buzancy. Combats violents durant cette période. Après la signature de l'armistice, la division est transférée en Allemagne et dissoute en 1919.

## Chefs de corps
| Grade        | Nom                    | Date                               |
| ------------ | ---------------------- | ---------------------------------- |
| Generalmajor | Eberhard von Schmettow | 4 - 31 août 1916                   |
| Generalmajor | Heinrich von Hofmann   | 1er septembre - 31 décembre 1916   |
| Generalmajor | Reinhard von Wechmar   | 1er janvier 1917 - 21 février 1918 |
| Generalmajor | Georg Weidner          | 22 février - 19 octobre 1918       |
| Generalmajor | Karl von Lewinski      | 20 octobre 1918 - janvier 1919     |